# ルイス・シェイファー
ルイス・スペリー・シェイファー（Lewis Sperry Shafer、1871年2月27日 - 1952年8月22日）はアメリカの神学者、伝道者、牧師。ダラス神学校の創設者、初代校長。現代ディスペンセーション主義の提唱者の一人。

## 生涯
- 1871年 トーマス・シェイファーとロマイラオ・シェイファーの二番目の子として、オハイオ州ロック・クリークに生まれる。
- 1882年 父親を亡くす。母親が家計を支え子供達を学校に送り出す。ロック・クリーク公立学校（Rock Creek Public School）で学ぶ。
- 1885年-1888年 ニュー・ライム学園(New Lyme Institution)で学ぶ。音楽の才能を発見して、聖歌隊に所属する。
- 1889年-1891年 オバーリン大学で学ぶ。在学中にエラ・ロレーン・ケイスと出会う。
- 1896年4月22日 エラ・ロレーン・ケイスと結婚する。シェファーが歌い説教をして、夫人がオルガンを弾いて、二人で音楽伝道を始める。
- 1900年 バッファローの最初の会衆派教会の会衆派牧師会議の牧師に任命される。
- 1903年 マサチューセッツ州のトロイの長老会の伝道者に任命されて、サイラス・インガスン・スコフィールドの働きに協力するようになり、助言者になる。
- 1913年 スコフィールドがフィラデルフィア聖書学校を設立するときに援助をした。
- 1923年-1925年 セントラル・アメリカン・ミッションの総主事になる。
- 1921年 スコフィールドが亡くなると、シェイファーはダラスに移住して、スコフィールドの代わりにダラス第一会衆派教会の牧師になる。
- 1924年 友人のウィリアム・ヘンリー・グリフィス・トーマスと共にダラス神学校を設立する。シェイファーは校長と組織神学の教授になる。
- 1952年 会議のために友人達とワシントン州シアトルを訪れている時に客死する。

## 神学
- シェイファーは現代ディスペンセーション主義の学者として広く知られている。契約神学に対抗した。
- 前千年王国説、患難期前携挙説のディスペンセーション主義者である。
- 広くさまざまな神学の影響を受けているが、プリマス・ブレザレン、カルビン主義、穏健なケズウィック主義の聖化論、長老主義などの影響も見ることができる。
- シェイファーの神学は、ディスペンセーションとクリスチャン・シオニズム、という特に二つの主題で生涯議論された。つまり、ユダヤ人はクリスチャンとは違った計画で神に召された人々であるという議論である。

## 著書
- 『聖書の主要教理（Major Bible Themes,1926年）』ジョン・・ウォルヴォード改訂(1974年)、島田福安・島田礼子共訳、聖書図書刊行会、1985年
- Systematic Theology（全八巻）,1947年--最初のディスペンセーション主義の前千年王国説の枠組みの組織神学である。
- 1934年に創刊されたダラス神学校の機関紙Bibliotheca Sacraに何百もの記事を書いた。